# Recesión global

Countries by real GDP growth rate (2009).

Countries by real GDP growth rate (2014).

Number of countries having a banking crisis in each year since 1800. This is based on This time is different: Eight centuries of financial folly, which covers only 70 countries. The general upward trend might be attributed to many factors. One of these is a gradual increase in the percent of people who receive money for their labor. The dramatic feature of this graph is the virtual absence of banking crises during the period of the Bretton Woods agreement, 1945 to 1971. This analysis is similar to Figure 10.1 in Reinhart and Rogoff (2009). For more details see the help file for "bankingCrises" in the Ecdat package available from the Comprehensive R Archive Network (CRAN).

Una recesión global es una recesión que en un mismo momento o período afecta a varios países del mundo, o sea, es un período de desaceleración económica mundial o de producción económica global en declive.